# 共公 (宋)
共公（きょうこう、? - 紀元前576年）は、春秋時代の宋の君主（在位前589年 - 前576年）。姓は子、名は瑕。文公の子として生まれた。紀元前589年、文公の後をうけて宋国の君主となった。紀元前588年、晋・魯・衛・曹とともに鄭を攻撃した。紀元前587年、華元を魯に派遣した。紀元前586年、晋・魯・斉・衛・鄭・曹・邾・杞と蟲牢で同盟を結んだ。諸侯は再び会盟しようとしたが、共公は公子囲亀の事件を理由に拒否した。
紀元前585年、魯の仲孫蔑と叔孫僑如の侵攻を受けた。紀元前583年春、魯の伯姫（共姫）を夫人に迎えるため、華元を魯に派遣した。同年夏、結納を届けるため、公孫寿を魯に派遣した。紀元前582年、晋・魯・斉・衛・鄭・曹・莒・杞と蒲で同盟を結んだ。魯の伯姫が共公のもとにとついだ。紀元前581年、晋・魯・斉・衛・曹とともに鄭を攻撃した。紀元前580年、華元が楚におもむき、次いで晋におもむいて、晋・楚のあいだの和議を仲介した。紀元前579年、華元が仲介した晋・楚の和議が成立した。
紀元前578年、晋・魯・斉・衛・鄭・曹・邾・滕とともに秦を攻撃した。紀元前576年、公子成（後の平公）を派遣して晋・魯・斉・衛・曹・邾と戚で同盟を結んだ。この年の6月に死去した。